# Ahad Ha'am
Aḥad Ha'am, pseudonimo di Asher Zvi Hirsch Ginsberg (in ebraico: אחד העם "uno del popolo"; Skvyra, 18 agosto 1856 – Tel Aviv, 2 gennaio 1927), è stato uno scrittore russo.

## Biografia
Uomo di grande cultura, e profondamente addentro alle questioni politiche, culturali e spirituali del suo popolo, comprese che la diaspora ebraica non poteva essere risolta badando solamente all'indipendenza e alle misure di sicurezza, bensì era strettamente collegata con il problema dell'ebraismo, la cui essenza è lo Spirito, in qualche modo salvifico.
Divenne uno dei portavoce della corrente del sionismo detta "spirituale" e, così come aveva criticato l'assorbimento nella cultura occidentale, allo stesso modo condannò le tendenze al colonialismo, così come il sionismo "politico" di Theodor Herzl.
Dedicò tutta la sua vita al tentativo di far risorgere la cultura ebraica.
Trasferitosi ad Odessa nel 1886, fondò un ordine segreto dei "Figli di Mosè"; dieci anni dopo pubblicò un libro contenente il suo pensiero, intitolato Al bivio (una serie di articoli dal 1895 al 1913), con il quale invitava il suo popolo ad una precisa scelta tra lo spirito e la materia.
Alla fine del secolo assunse la direzione della rivista Ha-Shiloach e nel 1908 soggiornò a Londra.
Nel 1922 si trasferì definitivamente in Palestina.